# Rémy Perrier
Pour les articles homonymes, voir Perrier.
Rémy Perrier est un zoologiste français, né le 14 juin 1861 à Tulle et mort le 27 juin 1936 à Chaunac (commune de Naves).

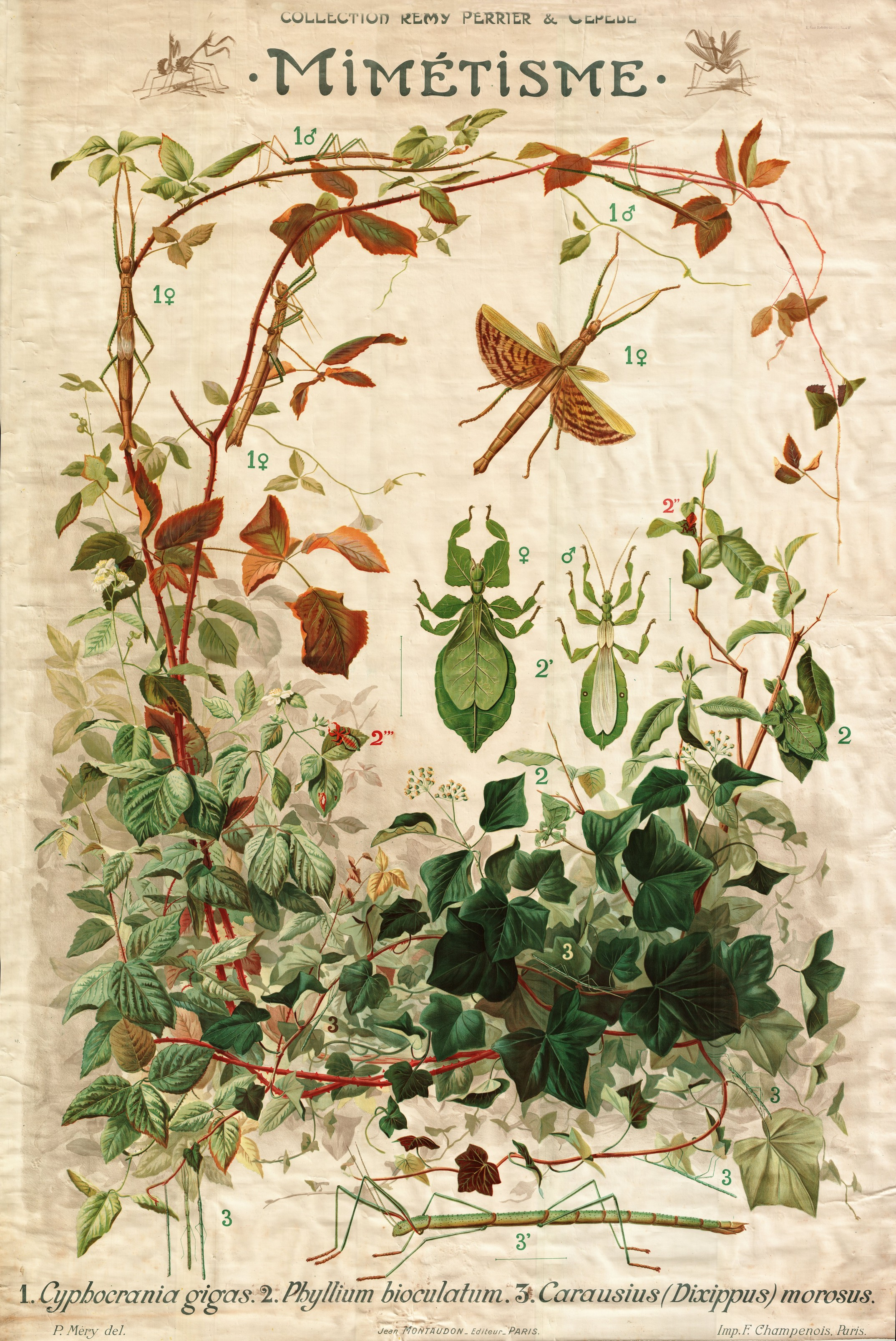
Planche sur le mimétisme des phasmes : Cyphocrania gigas, Phyllium bioculatum et Carausius morosus.

## Biographie
Son père, Antoine, est un instituteur qui finit sa carrière comme directeur de l’École normale de Moulins. Son frère aîné est Edmond Perrier (1844-1921), également zoologiste, qui dirigera le Muséum national d'histoire naturelle de 1900 à 1919 et qui aura été en 1907 le fondateur de la Société des Amis du Muséum national d'histoire naturelle et du Jardin des plantes.
Il étudie à Tulle, à Moulins et enfin à Paris où il reçoit son baccalauréat de lettres (1878) et de sciences (1879). Il entre à l’École normale supérieure en 1882 et est licencié en physique (1884) puis en sciences naturelles (1885). Il obtient l'agrégation de sciences naturelles (1886) et devient préparateur à l’École normale supérieure. Il est chargé de cours de minéralogie à la faculté des sciences de Poitiers (1888).
Après l’obtention de son doctorat (1890) avec une thèse intitulée Recherches sur l'anatomie et l'histologie du rein des gastéropodes prosobranches, il est nommé professeur au lycée Michelet de Paris. En 1894, il entre à la faculté des sciences de Paris où il est chargé de cours de zoologie, puis maître de conférences (1895), chargé de cours complémentaires (1901), professeur adjoint (1910), professeur sans chaire (1921), professeur de zoologie (1926). En 1919, il enseigne dans les écoles normales supérieures de Fontenay et de Sèvres. Il prend sa retraite en 1931.
Avec sa femme Adrienne, née Taillarda, il a trois filles : Jeanne, Geneviève et Guilhen, et sept petits-enfants dont le mathématicien Adrien Douady. Il est aussi l'arrière-grand-père du mathématicien Raphaël Douady et du physicien Stéphane Douady, ainsi que l'arrière-arrière-grand-père de la grimpeuse Luce Douady.
Rémy Perrier participe à plusieurs importants ouvrages collectifs sur la zoologie comme le Précis de zoologie ou plus généraux comme le Nouveau Dictionnaire des sciences et de leurs applications (1900-1903). Il participe à la publication des résultats des expéditions scientifiques du Travailleur et du Talisman pendant les années 1880, 1881, 1882 et 1883.

## Liste partielle des publications

### La Faune de la France en tableaux synoptiques illustrés
Rémy Perrier est surtout resté célèbre pour son ouvrage La Faune de la France en tableaux synoptiques illustrés, publié en dix fascicules par la Librairie Delagrave de 1923 à 1940. Rémy Perrier, disparu en 1936, ne verra pas la parution des trois derniers fascicules. La série sera rééditée à plusieurs reprises, la dernière fois en 1998, malgré le caractère un peu obsolète de l’ensemble. De nombreux spécialistes participent à cette aventure et notamment Léon Bertin (1896-1954) :
- 1a (1936) : Cœlentérés, spongiaires, échinodermes. Sous-règne des protozoaires par Jean Delphy (1887-1961).
- 1b (1935) : Vers et némathelminthes par Jean Delphy (1887-1961).
- 2 (1929) : Arachnides et Crustacés avec la collaboration de Lucien Berland (1888-1962) et de Léon Bertin.
- 3 (1923) : I. Myriapodes par Casimir Cépède (1882-1954). II. Insectes inférieurs : thysanoures, collemboles, archiptères (éphémères, perles, libellules, etc.), orthoptères, névroptères.
- 4 (1935) : Hémiptères. Anoploures. Mallophages. Lépidoptères, avec la collaboration de Louis Gaumont (1889-1924) (pour les pucerons) et de Léon Bertin (pour les lépidoptères).
- 5 (1927) : Coléoptères,  première partie.
- 6 (1932) : Coléoptères, deuxième partie par Jean Delphy (1887-1961).
- 8 (1937) : Diptères par Eugène Séguy (1890-1985).
- 7 (1940) : Hyménoptéres par Lucien Berland (1888-1962).
- 9 (1930) : Bryozoaires, brachiopodes, mollusques, protocordés (amphioxus, tuniciers) par Paul Henri Fischer (1835-1893) et
- 10 (1924) : Vertébrés, poissons, batraciens, reptiles, oiseaux, mammifères.

### Les autres publications
- 1893 : Éléments d'anatomie comparée, J.-B. Baillière et fils (Paris) : viii + 1028 p.
- 1899 : Cours élémentaire de zoologie, Masson (Paris) : 774 p[3].

## Source
- Christophe Charle et Eva Telkes (1989). Les Professeurs de la Faculté des sciences de Paris. Dictionnaire biographique (1901-1939), Institut national de recherche pédagogique (Paris) et CNRS Éditions, collection Histoire biographique de l’Enseignement : 270 p.  (ISBN 2-222-04336-0)